# Émile de Najac
Émile de Najac (Lorient, 14 dicembre 1828 – Parigi, 11 aprile 1889) è stato un librettista e drammaturgo francese.

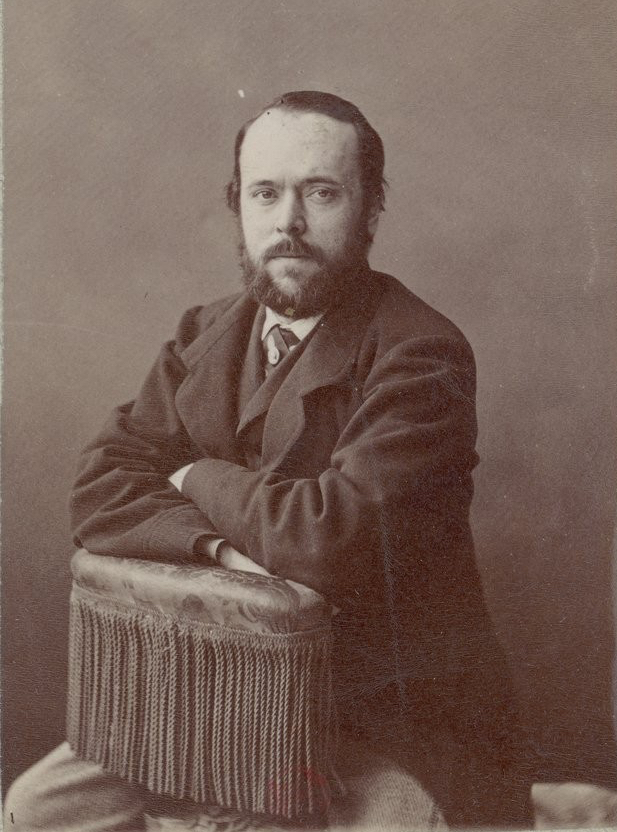

Era uno scrittore prolifico durante il Secondo Impero e per la prima parte della Terza Repubblica, dal quale forniva ad altri opere e libretti.

## Biografia
Émile de Najac nacque a Lorient, in Francia, discendente del comandante navale Benoît Georges de Najac. Morì a Parigi a 60 anni. Suo figlio Raoul Charles Eugène era anche lui un drammaturgo.

## Opere
Con Paul Ferrier scrisse il libretto La vie mondaine (1885) di Lecocq e con Paul Burani il libretto Le roi malgré lui (1887) di Emmanuel Chabrier.
Con Émile Jonas fece il libretto l'Estelle et Némourin (1882, con Henri Bocage) e Le Premier baiser (1883, con Raoul Toché). Con Louis Deffès, Victorien Sardou scrisse Les Noces de Fernande (1878).
Oltre a Sardou, de Najac ha collaborato con Scribe, About e Millaud.